# Latino-Américains au Québec
Les Latino-Américains du Québec constituent une minorité visible originaire d'Amérique latine. Leur présence au Canada est un fait récent. Comptant plus de 60 000 membres, c'est la deuxième en importance au Canada selon Statistique Canada.
À la différence d'autres immigrants, 90 % des immigrants latinos adoptent le français à leur arrivée au Québec.

## Origines ethniques
| Rang | Origines ethniques                                                | Total  | Total |
| 1    | Colombien                                                         | 26 985 |       |
| 2    | Espagnol                                                          | 23 670 |       |
| 3    | Mexicain                                                          | 16 955 |       |
| 4    | Salvadorien                                                       | 19 845 |       |
| 5    | Péruvien                                                          | 16 915 |       |
| 6    | Guatémaltèque                                                     | 11 925 |       |
| 7    | Chilien                                                           | 8 415  |       |
| 8    | Dominicain                                                        | 5 925  |       |
| 9    | Italien                                                           | 5 605  |       |
| 10   | Vénézuélien                                                       | 4 640  |       |
| 11   | Autochtone de l'Amérique centrale et du Sud (sauf Arawak et Maya) | 3 895  |       |
| 12   | Cubain                                                            | 3 500  |       |
| 13   | Hondurien                                                         | 3 485  |       |
| 14   | Français                                                          | 3 110  |       |
| 15   | Canadien                                                          | 2 975  |       |
| 16   | Portugais                                                         | 2 840  |       |
| 17   | Brésilien                                                         | 2 680  |       |
| 18   | Allemand                                                          | 2 115  |       |
| 19   | Nicaraguayen                                                      | 2 010  |       |
| 20   | Équatorien                                                        | 1 775  |       |
| 21   | Argentin                                                          | 1 610  |       |
| 22   | Maya                                                              | 1 370  |       |
| 23   | Bolivien                                                          | 1 070  |       |
| 24   | Chinois                                                           | 1 055  |       |
| 25   | Panaméen                                                          | 855    |       |